# Disco polo
Disco polo – gatunek muzyki popularnej będący nurtem muzyki tanecznej, powstałym w Polsce w latach 80. XX wieku, w początkowym okresie istnienia znany jako muzyka chodnikowa  albo także pod nazwą muzyka podwórkowa. Nurt ten, będący rodzajem muzycznego folkloru miejskiego, cieszył się dużą popularnością w latach 90. XX wieku, przy czym apogeum przypadło na lata 1995–1997. Potem nastąpił stopniowy spadek popularności tego gatunku muzyki, co doprowadziło do ostatecznego – jak wówczas sądzono – upadku na początku XXI wieku. Renesans popularności disco polo nastąpił zimą 2007 roku. Słownik języka polskiego wydawnictwa PWN definiuje ten gatunek muzyczny jako polską odmianę muzyki dyskotekowej, o prostych melodiach i często rubasznych tekstach. Muzyczny społecznościowy serwis internetowy Rate Your Music definiuje disco-polo jako polską odmianę muzyki dance-pop.

## Charakterystyka

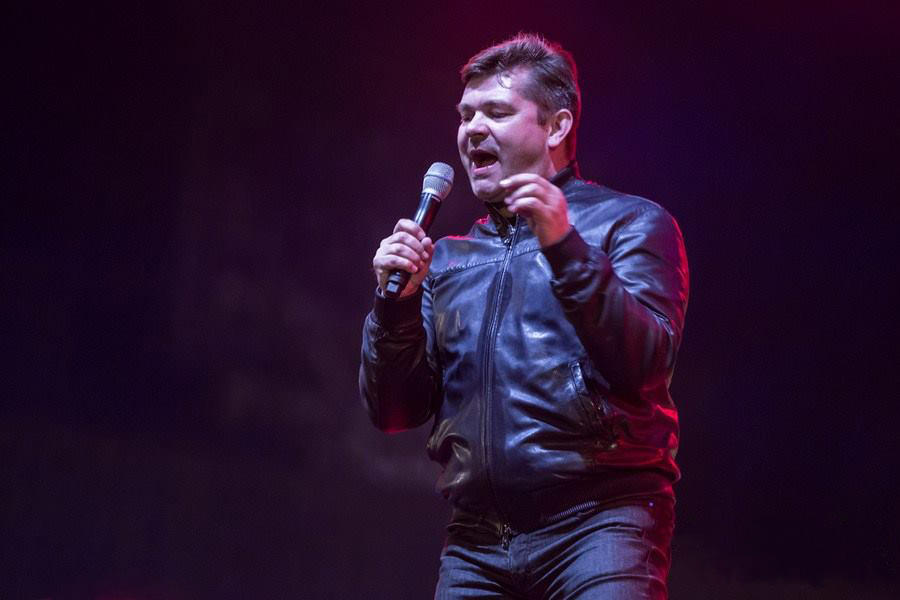
Zenon Martyniuk

Warstwę muzyczną klasycznych utworów disco polo charakteryzują najprostsze schematy harmoniczne, prosta melodia, która często nawiązuje do tradycji ludowej muzyki wiejskiej, prosty, równomierny rytm połączony z synkopowanymi samplami perkusji i towarzyszące im analogowe, delikatne dźwięki syntezatora lub keyboardu. W utworach tego gatunku dominuje metrum 4/4. Ścieżką wokalną piosenek tworzonych wyłącznie w języku polskim są najczęściej melodramatyczne teksty o nieszczęśliwej miłości   lub teksty o charakterze rubasznym, a także często teksty o charakterze żartobliwym i wakacyjnym . W latach 90. XX wieku niektóre zespoły łączyły ten gatunek w warstwie muzycznej z gatunkami muzycznymi dance, house i techno  . Gatunek ten po 2002 w warstwie muzycznej przez niektórych wykonawców jest łączony z muzyką dance i innymi gatunkami elektronicznej muzyki tanecznej (klubowej) m.in. house, power dance, eurodance, nu-electro i techno. Utwory tego gatunku po 2002 zawierają też często elementy muzyki biesiadnej i muzyki pop. Sam gatunek jest również popularny poza granicami Polski, zwłaszcza wśród Polonii .

## Historia

### Korzenie tego gatunku i początki
Gatunek wywodzi się z muzyki granej na weselach i zabawach przez specjalne zespoły z repertuarem piosenek ludowych i weselnych , przy czym zmianie uległy instrumenty: zamiast akustycznych – elektroniczne, a w latach 80. także elektroniczne klawiszowe (np. keyboard). Oprócz tego duży wpływ na powstanie tego gatunku miały popularne w latach 80. w Europie, także w Polsce podgatunki muzyki disco – italo disco  i euro disco oraz w pewnym stopniu wykonawcy muzyki dyskotekowej z krajów byłego Związku Socjalistycznych Republik Radzieckich (wykonawcy disco polo tłumaczyli niektóre piosenki tychże wykonawców z języka rosyjskiego na język polski jak np. „Biała róża” zespołu Grupa Amora – oryginalna wersja „Biełyje rozy”, „Nadzieja” zespołu Skaner – oryginalna wersja to „Wiesna” – komp. Wiaczesław Janko, „Kasiu Katarzyno” zespołu Milano – oryginalna wersja to „Katja-Katerina” – komp. Andriej Dierżawin czy Żółte tulipany zespołu Imperium – oryginalna wersja to „Żółtyie tjulpany” – wok. Natasza Korolowa), a także muzyka z tychże krajów (głównie rosyjska, białoruska i ukraińska). Wpływ na twórców tego gatunku wywarła też działalność polskich twórców muzyki rozrywkowej, głównie z lat 70. i 80. XX wieku, takich jak Janusz Laskowski, Happy End, Tercet Egzotyczny, Jacek Lech, Zofii i Zbigniewa Framerów  i Papa Dance , utwory polskich kapeli podwórkowych z czasów dwudziestolecia międzywojennego i twórczość polonijnych zespołów muzycznych z lat 70. XX wieku, takich jak Mały Władzio, Polskie Orły, Biało-Czerwoni i Bobby Vinton, na których wzorowały się zespoły grające na zabawach i weselach .
Pierwszy zespół będący przedstawicielem tego gatunku – Bayer Full, powstał 19 listopada 1984, natomiast drugi zespół będący przedstawicielem tego gatunku – Top One powstał w 1986 i obydwa zespoły stały się jednymi z pionierów tejże muzyki . Na przełomie lat 80. i 90. XX wieku powstawały zespoły, takie jak Akcent, Atlantis, Big Dance, Korona, Boys i Fanatic  oraz powstała w 1990 pierwsza oficjalna wytwórnia nagrywająca płyty z muzyką disco polo – Blue Star . Głównymi ośrodkami muzyki chodnikowej, a później disco polo był Białystok i inne miasta leżące w woj. podlaskim (właśnie z tej części Polski pochodzi większość artystów gatunku) oraz Żyrardów i Sochaczew koło Warszawy . Jedną z najbardziej znanych piosenek wywodzących się z tego gatunku była „Mydełko Fa” nagrana w 1991 przez Marka Kondrata i Marlenę Drozdowską, która miała być pastiszem tej muzyki, ale stała się wielkim przebojem i przyczyniła się ona do popularności tego gatunku, zaś jego zwolennicy przyjęli ją niemalże za swój hymn .

### Od lat 90. XX wieku do 2002

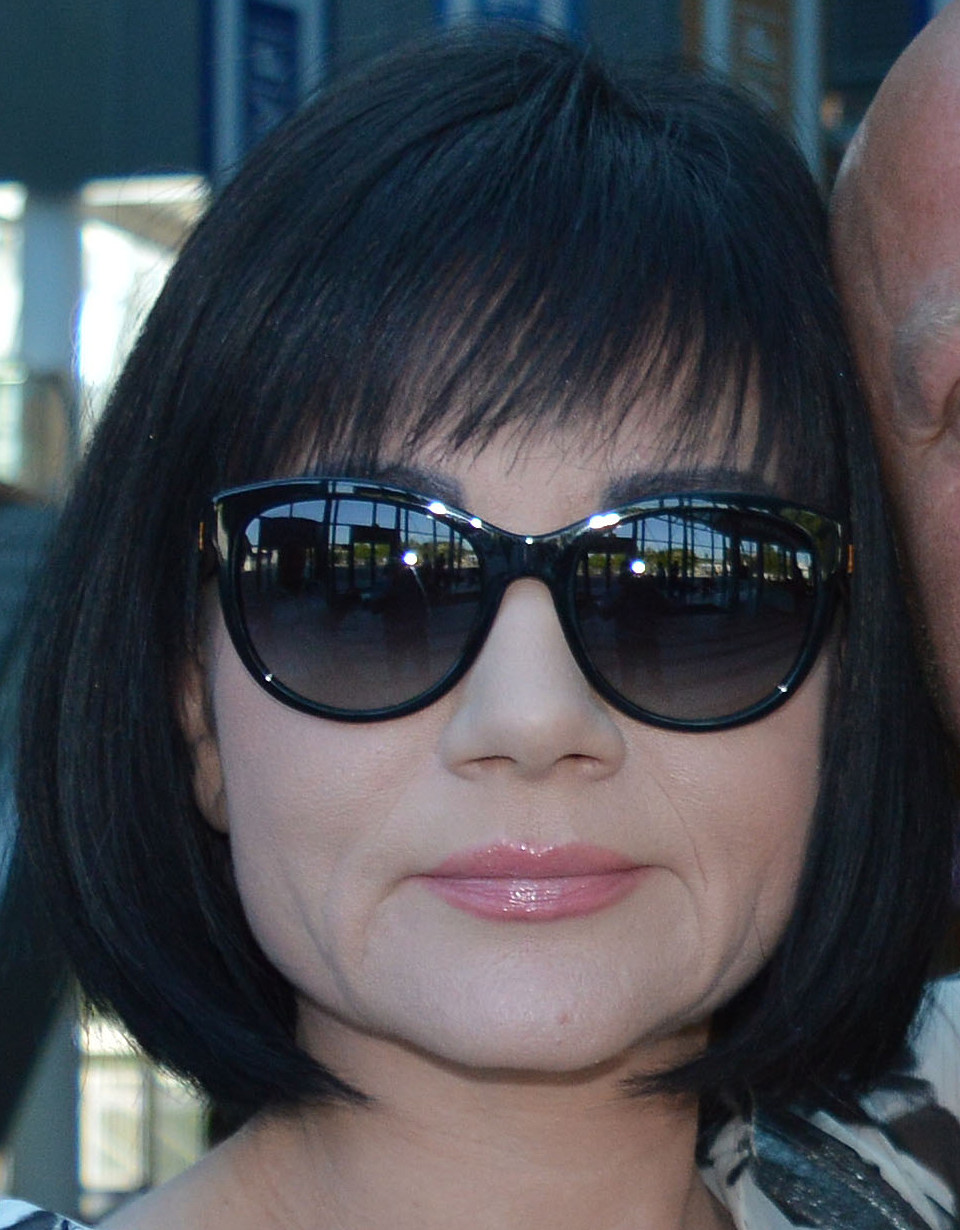
Shazza

Pomysłodawcą nazwy disco polo, stworzonej w 1993  na podobieństwo italo disco (włoski styl muzyczny z początku lat 80. XX w.), był Sławomir Skręta , właściciel wytwórni płytowej Blue Star z Reguł , i wokalista grupy Akcent Zenon Martyniuk. Po raz pierwszy nazwy disco polo użyto na plakacie reklamującym koncert Savage’a w Polsce. Nazwa ta szybko stała się popularna i skutecznie wyparła poprzednią nazwę „muzyka chodnikowa”, która została wymyślona w środowiskach polskiej muzyki rockowej. W pierwszej połowie lat 90. muzyka ta stała się zjawiskiem masowym, choć prawie nieobecnym w mediach. Nagrywane poza oficjalnym obiegiem kasety magnetofonowe i płyty kompaktowe osiągały ogromne nakłady. 29 lutego 1992 odbyła się Gala Piosenki Chodnikowej i Popularnej poświęcona temu nurtowi muzyki transmitowana przez TVP1 . Na lata 90. XX wieku przypada największa popularność gatunku, przy czym szczyt popularności miał miejsce w latach 1995–1997.
W połowie lat 90. disco polo znalazło miejsce w programach telewizyjnych (m.in. Disco Relax – premiera: 4 grudnia 1994 i Disco Polo Live – premiera: 3 lutego 1996) w telewizji Polsat , telewizji Polonia 1 wówczas będącej siecią lokalnych stacji w większych aglomeracjach miejskich i TV Polonia oraz w audycjach radiowych (m.in. „Disco-Polo i Zbyszek Puchalski” oraz „Disco Polo i Mirosława Marecka” – premiera styczeń 1994) w Radiu Eska , a także w niektórych regionalnych rozgłośniach radiowych i lokalnych telewizjach kablowych . W innych mediach muzyka ta w tym czasie była prawie w ogóle nieobecna i uznawana przez media głównego nurtu za symbol kiczu i prymitywizmu. W latach 90. XX wieku niektóre zespoły łączyły ten gatunek w warstwie muzycznej z gatunkami muzycznymi dance, house i techno  .
Przed wyborami parlamentarnymi w 1993 i 1997 oraz wyborami prezydenckimi w 1995 zespoły i piosenkarze disco polo angażowani byli podczas kampanii wyborczej m.in. Mariana Krzaklewskiego, Waldemara Pawlaka i Aleksandra Kwaśniewskiego (wybory prezydenckie w Polsce w 1995 roku, Bayer Full – „Prezydent”, Top One – „Ole Olek!”, Kozacy FM – „I nie będziesz już sam” w kampanii wyborczej AWS i inne). W 1997 w wyborach parlamentarnych startując z list Polskiego Stronnictwa Ludowego ubiegał się o mandat posła bez powodzenia Sławomir Świerzyński, lider wykonującego ten gatunek muzyczny zespołu Bayer Full .
Od końca września 1995 do końca 1997 ukazywał się miesięcznik „Super Disco”, będący pismem poświęconym temu nurtowi muzycznemu.
31 grudnia 1995 na antenie TVP1 emitowana była Karnawałowa Gala Disco Polo, program o tematyce disco polo.
W 1996 ukazał się film dokumentalny Bara Bara w reżyserii Marii Zmarz-Koczanowicz i Michała Arabudzkiego, poświęcony temu nurtowi muzycznemu; film był emitowany na antenie TVP1. 24 kwietnia 1998 trafił do kin film Roberta Glińskiego Kochaj i rób co chcesz, w którym główny bohater wyjeżdża, by grać w klubie na fortepianie ten gatunek muzyczny.
W latach 1997  –2001 nastąpił przesyt tej muzyki i gwałtowny spadek sprzedaży kaset magnetofonowych i płyt CD disco polo o blisko połowę, przy jednoczesnym wzroście zainteresowania polską muzyką pop, rock i hip-hop  oraz zagraniczną muzyką hip-hop, dance i muzyką elektroniczną. Duży wpływ na spadek popularności tego gatunku miało też pojawienie się na rynku muzycznym polskich zespołów i wykonawców muzyki dance . W tym samym czasie z anteny Radia Eska, telewizji Polonia 1 i TVP Polonia zostały zdjęte programy poświęcone tej muzyce. Zespoły disco polo miały coraz większe problemy finansowe, a to ze względu na spadającą liczbę sprzedawanych płyt oraz granych koncertów. Pod koniec sierpnia 2002 z anteny telewizji Polsat zniknęły programy Disco Relax (ostatnia emisja: 25 sierpnia) i Disco Polo Live (ostatnia emisja: 24 sierpnia), przez co wiele zespołów zakończyło bądź zawiesiło swoją działalność, zaś ten gatunek na kilka lat zniknął z mediów. Skutkiem drastycznego spadku popularności tego gatunku była emigracja części przedstawicieli tego nurtu muzyki z Polski, głównie do Stanów Zjednoczonych (dziś niektórzy artyści kontynuują tam swoją działalność).

### Po 2002

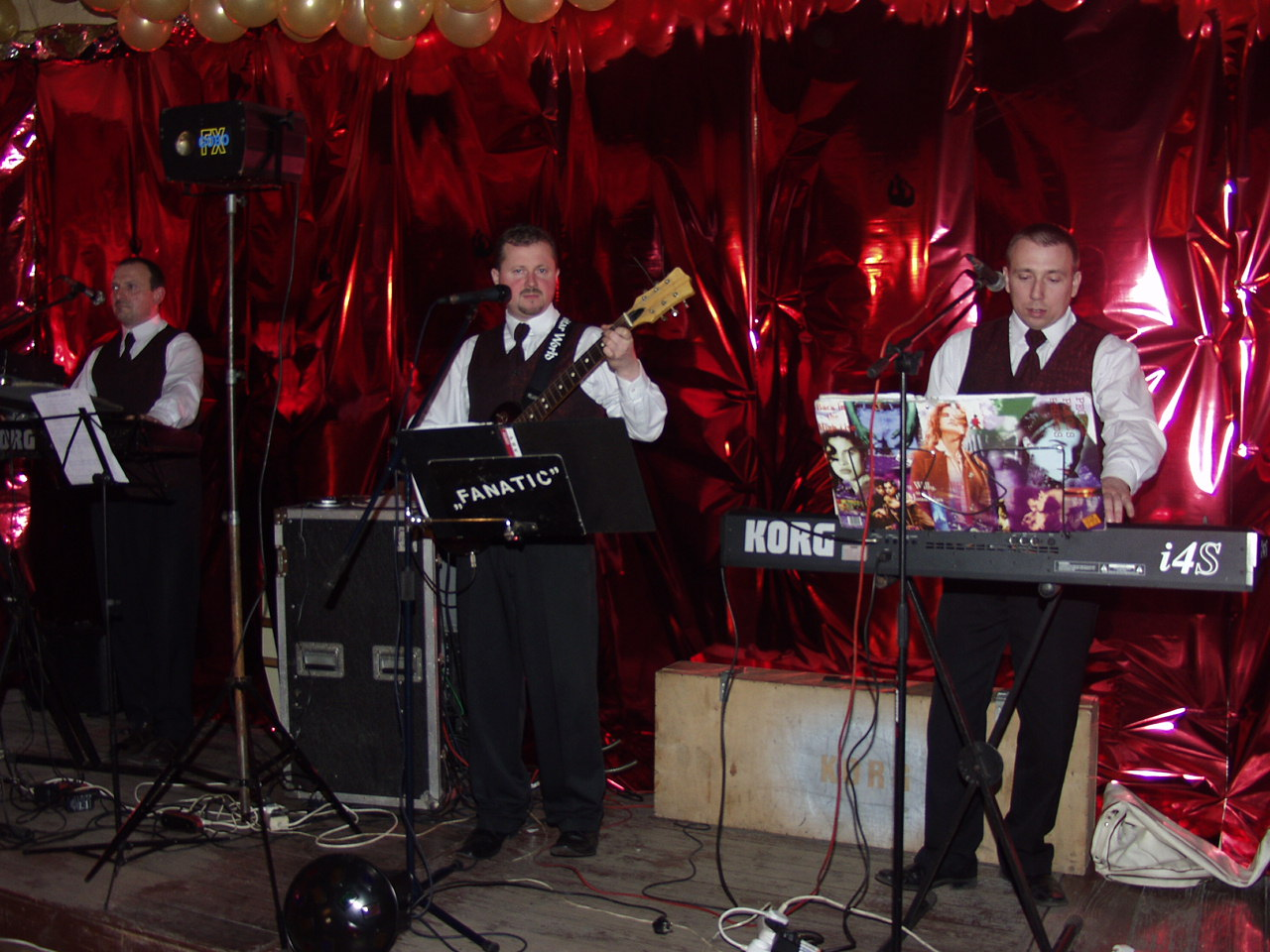
Zespół Fanatic

W latach 2002–2007 niektóre zespoły kontynuowały swoją działalność (m.in. Akcent, Toples czy Weekend). W tym okresie zespoły wydawały nawet swoje nowe płyty, jednak na skutek braku istnienia w tym czasie gatunku w ogólnokrajowych mediach nie przyniosły one popularności. 12 sierpnia 2004 ukazał się artykuł autorstwa Wojciecha Orlińskiego na łamach Gazety Wyborczej pt. „Śmierć disco polo” opisujący upadek tego gatunku muzycznego na przełomie XX i XXI wieku. W 2006 zaczęły odbywać się cykliczne imprezy muzyczne we Wrocławiu pod hasłem „Zimny łokieć mega party” z udziałem artystów disco polo. 6 sierpnia 2006 stacja TVN wyemitowała program Uwaga! z cyklu Kulisy Sławy poświęcony odrodzeniu tego gatunku muzycznego. Reportaż ten został w plebiscycie internautów uznany za najlepszy reportaż 2006 i został on powtórzony 31 grudnia.
W 2007, po pięciu latach przerwy, muzyka ta ponownie zagościła na ekranach telewizyjnych za sprawą stacji iTV, która codziennie emituje program Discostacja. Oprócz tego promocja odbywa się w Internecie za sprawą dwóch rozgłośni internetowych z nią powiązanych. Od tego roku zespoły zaczęły ponownie grać koncerty, których liczba z każdym rokiem wzrastała i ponownie zaczęto sprzedawać płyty, przez co zespoły zaczęły znów przynosić zyski.
Od 5 lipca 2008 na antenę Polskiego Radia Lublin powróciła audycja prezentująca muzykę chodnikową Nie tylko Barachołka, znana dawniej jako Barachołka. Nadawana jest między 21:00 a 2:00 w nocy z piątku na sobotę.
W pierwszej połowie 2009 muzykę disco polo promował kanał Edusat, lecz po trzech miesiącach z tego zrezygnował.
Od marca 2009 telewizja iTV wznowiła nadawany przed laty program Disco Polo Live, jednak jego emisja została wstrzymana w marcu 2011. Od 7 maja 2011 program jest emitowany na antenie stacji telewizyjnej Polo TV.
4 października 2009 w Tele 5 pojawił się program poświęcony nurtowi disco polo Disco Bandżo. Był emitowany z Power Dance do 2012. Obecnie program emitowany jest codziennie rano w stacji Polonia 1.
Od 5 grudnia 2010 na kanale Viva Polska w każda niedzielę emitowany był blok z muzyką taneczną o nazwie „Disco ponad wszystko”. Program ten podniósł dwukrotnie oglądalność stacji i z każdym kolejnym odcinkiem gromadził coraz większą widownię, jednak został zdjęty po półtora roku z anteny. Disco polo emitowało też CSB TV, ale kanał zakończył nadawanie w maju 2012 roku. 7 maja 2011 został uruchomiony kanał telewizyjny poświęcony przede wszystkim muzyce disco polo – Polo TV. Kanał ten od 19 grudnia 2011 jest emitowany w naziemnej telewizji cyfrowej na I multipleksie i stał się najchętniej oglądanym kanałem muzycznym w Polsce. 27 września 2011 został uruchomiony kanał TV.Disco, na którym nadawany był ten gatunek obok muzyki disco, dance i elektronicznej muzyki tanecznej (klubowej), które było obecnie na antenie do końca stycznia 2015 roku. Na tym kanale miał zostać wznowiony nadawany w latach 90. na antenie telewizji Polsat program Disco Relax, który ostatecznie powrócił 12 lutego 2012 na Polo TV i był na antenie tej stacji nadawany do 24 maja 2020, a następnie od 27 marca 2022 pod nazwą „Disco i relax z Tomkiem Samborskim”. 20 października 2012 z kanału TVS do Polo TV przeniósł się program Vipo Disco Polo Hity, który prowadził Wojciech Grodzki i był emitowany na antenie stacji do 30 grudnia 2017 w każdą sobotę o 10.00.
W 2011 reżyser Maciej Bochniak wyprodukował film dokumentalny pt. Miliard Szczęśliwych Ludzi opowiadający o podróży zespołu tego gatunku muzycznego – Bayer Full i jego występach w Chinach.
1 grudnia 2012 Telewizja Polsat uruchomiła nowy program dedykowany muzyce disco polo Imperium disco polo, są to powtórki z Polsat Play. Jednakże na początku marca 2013 program został zdjęty z anteny ogólnodostępnego Polsatu, z powodu pojawienia się nowych odcinków serialu Pamiętniki z wakacji, jednakże nowe odcinki programu są wciąż emitowane w dostępnym w sieciach kablowych i na platformach cyfrowych kanale Polsat Play. Od 21 kwietnia 2013 do 1 czerwca 2013 program ten emitowała stacja ATM Rozrywka, a od 3 sierpnia 2013 do 28 maja 2018 był emitowany w Polsacie 2 o 2:00.

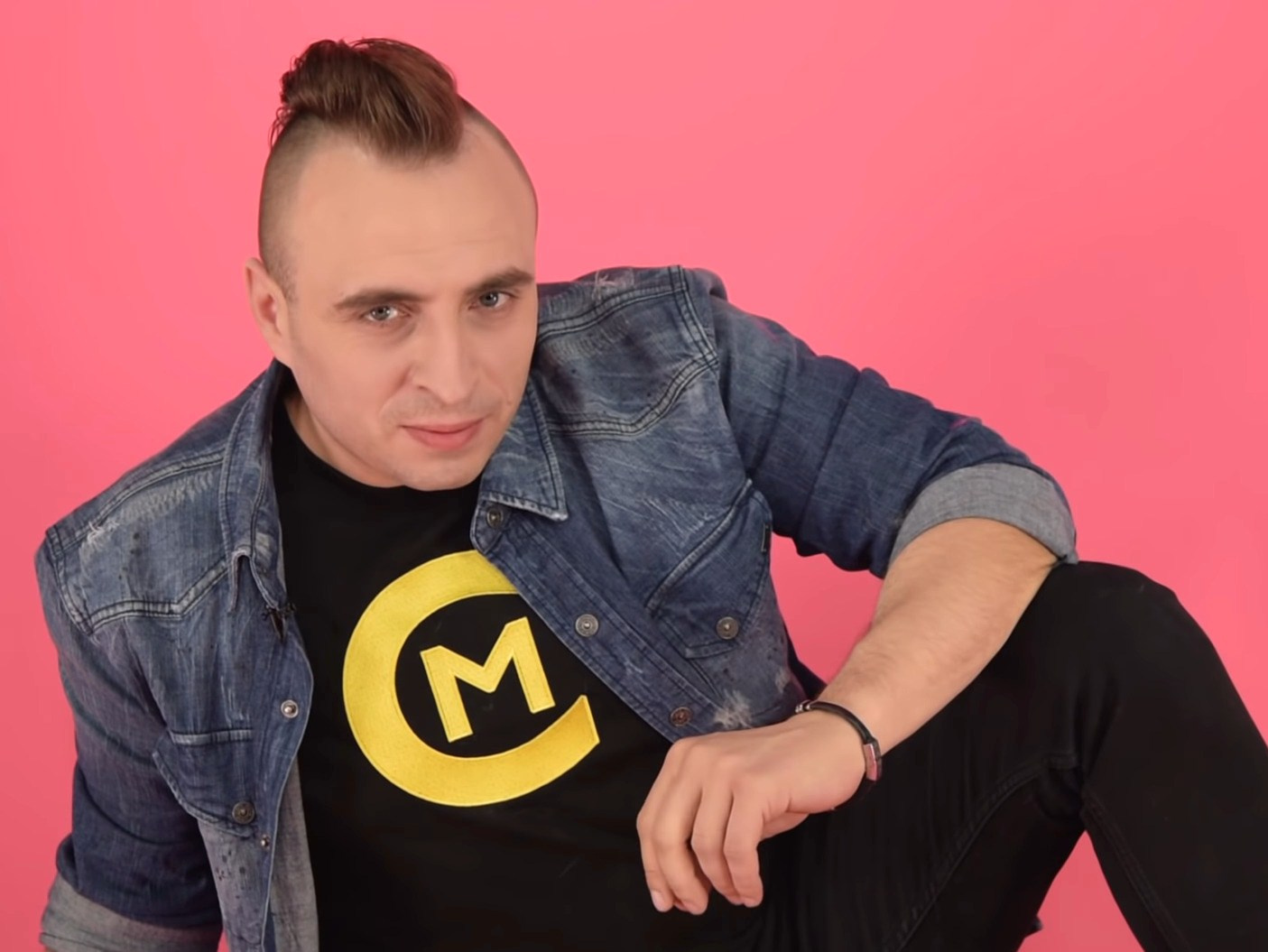
Czadoman

Od 8 kwietnia do 1 grudnia 2013 disco polo było promowane przez Radio Plus, zmieniono hasło stacji z Łagodne przeboje na Zawsze w rytmie, oprócz disco polo były tam emitowane piosenki muzyki tanecznej z lat 80. i 90. Od 1 grudnia 2013 muzyka ta została przeniesiona do radia Vox FM. Przyczyną tej zmiany były protesty słuchaczy radia Plus i biskupów będących właścicielami koncesji radia Plus.
17 sierpnia 2013 telewizja Polsat wyemitowała koncert Disco pod żaglami w którym wystąpiły gwiazdy disco polo: Akcent, Shazza, Boys, Classic i Weekend. Był to pierwszy koncert z disco polo od czasu likwidacji programów tego gatunku w tej stacji od ponad 10 lat, a jego oglądalność wyniosła 2,7 mln widzów.
1 maja 2014 uruchomiono kolejny kanał telewizyjny poświęcony disco polo Disco Polo Music, który należy do Telewizji Polsat.
Na początku lutego 2015 stacja TV.Disco w wyniku zmian programowych usunęła z ramówki muzykę disco polo.
27 lutego 2015 do kin trafił film Macieja Bochniaka Disco Polo, który opowiada o gronie muzyków z prowincji, którzy dostają się na szczyty list przebojów Disco-Polo. 26 lutego 2015 roku w związku z premierą tego filmu temu gatunkowi muzycznemu poświęcony był odcinek programu „Hala odlotów” emitowanego na antenie TVP Kultura.
4 grudnia 2017 Telewizja Polsat Sp. z o.o. w wyniku umowy zawartej z Grupą ZPR Media nabyła 100% akcji spółki Lemon Records będącego nadawcą emitujących ten gatunek muzyczny stacji Polo TV i Vox Music TV, stając się tym samym jedynym jej właścicielem.
Dwa najpopularniejsze utwory polskojęzyczne w serwisie YouTube są utworami z gatunku disco polo. Pierwsze miejsce na liście przez długi czas utrzymywał utwór „Ona tańczy dla mnie” zespołu Weekend. Pod koniec czerwca 2017, osiągając granicę 106 mln wyświetleń, utwór „Przez twe oczy zielone” zespołu Akcent pobił rekord Polski, deklasując jednocześnie Weekend na drugie miejsce w tabeli. Dzięki dużej popularności tego utworu zespół Akcent w składzie Zenon Martyniuk oraz Ryszard Warot na przełomie roku 2016/2017 w Zakopanem po raz pierwszy pojawił się na sylwestrze organizowanym przez Telewizję Polską i transmitowanym na żywo na antenie TVP2 jako gwiazda gatunku disco polo. TVP2 nabyła także prawa do transmisji gali „25 lat disco polo”, która odbyła się 25 czerwca 2017 na stadionie warszawskiej Polonii. Galę 25 lat disco polo na antenie TVP2 według danych Nielsen Audience Measurement obejrzało wtedy 2,6 mln widzów.
W 2020 ukazał się film fabularny Zenek, będący biografią piosenkarza disco polo Zenona Martyniuka.
Zespoły i wykonawcy tego nurtu, którzy zdobyli dużą popularność po 2002, to m.in.: Korona,  Weekend, Andre, Czadoman, Bayera, Tomasz Niecik, Eva Basta, Masters, DJ Disco ft. MC Polo, Cliver, Effect, Power Play, After Party oraz Piękni i Młodzi,

## Obecność gatunku w mediach

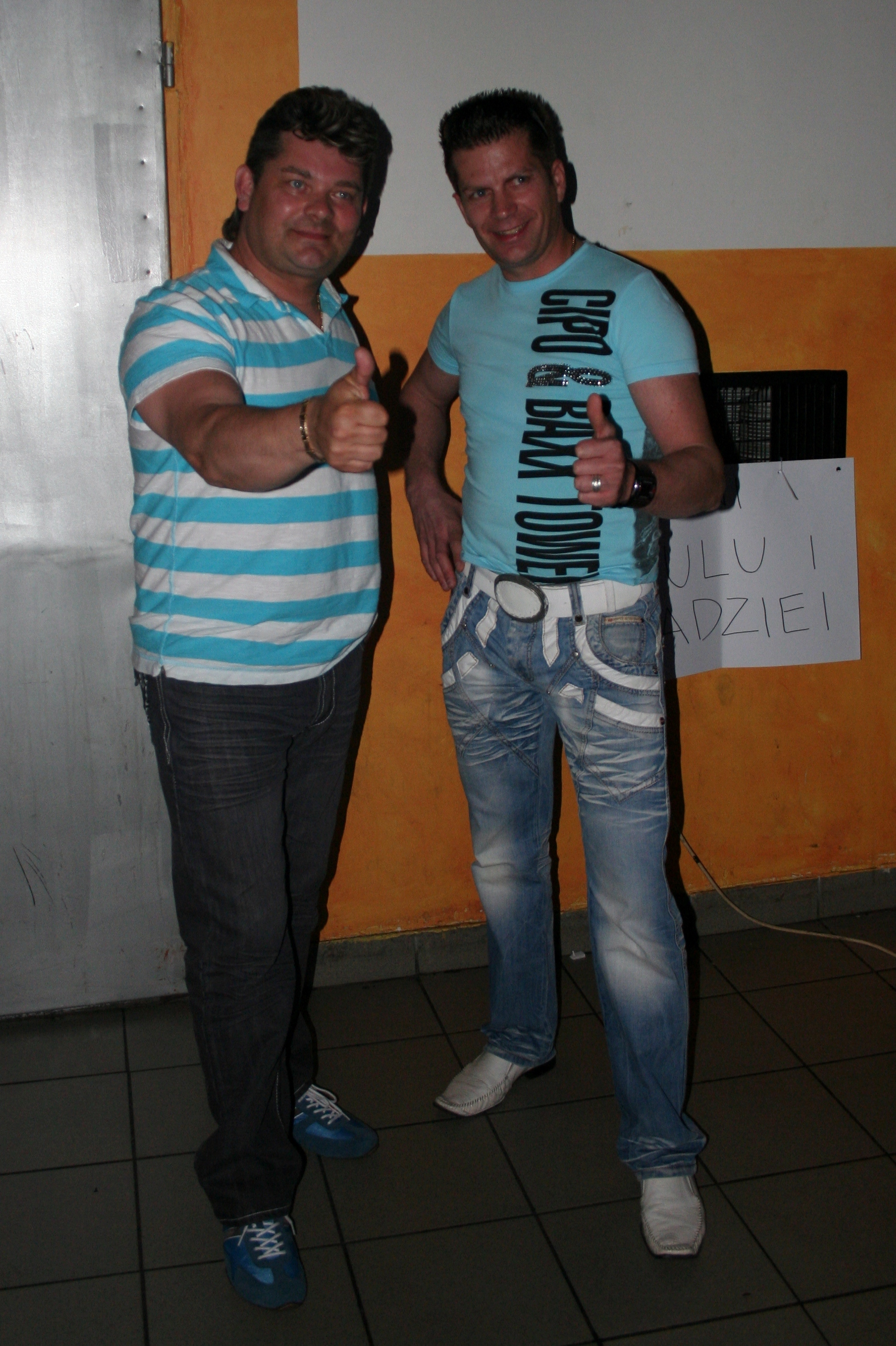
Zespół Akcent

Od połowy lat 90. XX wieku do przełomu XX i XXI wieku programy telewizyjne i radiowe poświęcone muzyce disco polo emitowały stacje telewizji Polsat , Radio Eska , Polskie Radio Katowice, Polonia 1 i TV Polonia oraz niektóre regionalne rozgłośnie radiowe i lokalne telewizje kablowe  . Od 2007 roku można zauważyć coraz większy wzrost zainteresowania disco polo, co przejawia się większą obecnością tego gatunku w niektórych mediach, czy zwiększoną liczbą granych koncertów. Jednak gatunek ten nadal przez wiele rozgłośni radiowych i telewizyjnych nie jest promowany i uważany jest za symbol złego gustu.
Stacje telewizyjne, które promują lub promowały tę muzykę po 2007 roku to m.in. Polo TV, iTV, Polsat, Eska TV, Polsat 2, TVS, Polonia 1, Disco Polo Music, TVR, Vox Music TV, Power TV i Polsat Play, TV.Disco, VIVA Polska, Tele5, CSB TV, Edusat, TV Puls, Puls 2, ATM Rozrywka, Kino Polska Muzyka, a także TV4 i TV6. Ten nurt muzyki promują także niektóre rozgłośnie radiowe, internetowe jak np. Radio FTB, Discoparty.pl, Disco-Polo.fm, Discostacja czy IRN, a także regionalne m.in. Radio Express, Radio Hit, Radio Jard, Radio Kaszëbë, Polskie Radio Kielce, Radio Leliwa, Polskie Radio Lublin, Polskie Radio Opole, MC Radio czy Radio Silesia, Nasze Radio, Radio ZW i ponadregionalne radio VOX FM, Radio WAWA (do kwietnia 2021) i Radio SuperNova (od 7 lutego 2022), a wcześniej od 8 kwietnia do 1 grudnia 2013 ponadregionalne Radio Plus. Wpływ na ponowny powrót zainteresowania disco polo ma także internet, zwłaszcza społecznościowe serwisy wideo jak np. YouTube czy istniejący w latach 2006–2017 Wrzuta.pl.
W sezonie letnim odbywa się kilka festiwali disco polo, z czego największymi są organizowany od lipca 1996 Ogólnopolski Festiwal Muzyki Tanecznej w Ostródzie (początkowo odbywał się w Koszalinie) i od 2011 w Kwakowie koło Kobylnicy festiwal muzyki disco polo i dance w Polsce – Disco Hit Festival – Kobylnica. Występują na nim największe gwiazdy polskiej muzyki tanecznej i przyjeżdża tysiące fanów z całej Polski. Zespoły i wykonawcy disco polo uczestniczą także w wielu koncertach i akcjach charytatywnych m.in. podczas Wielkiej Orkiestry Świątecznej Pomocy. Na przełomie roku 2016/2017 w Zakopanem po raz pierwszy na sylwestrze organizowanym przez Telewizję Polską pojawiła się gwiazda gatunku disco polo. Był to zespół Akcent – Zenon Martyniuk oraz Ryszard Warot. TVP2 nabyła także prawa do transmisji gali „25 lat disco polo”, która odbyła się 25 czerwca 2017 na stadionie warszawskiej Polonii. Galę „25 lat disco polo” na antenie TVP2 według danych Nielsen Audience Measurement obejrzało wtedy 2,6 mln widzów.

## Dodatkowe informacje

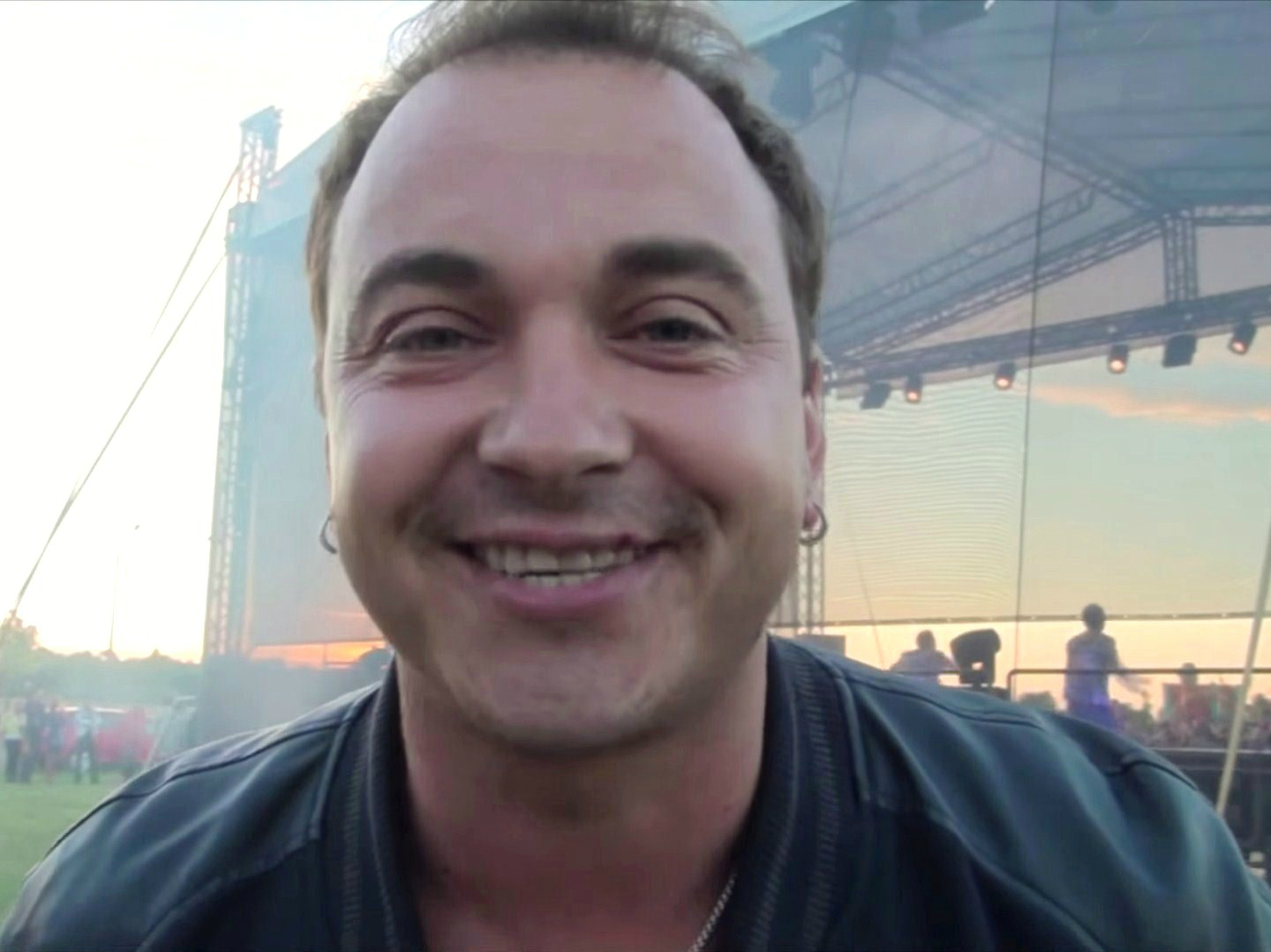
Radosław Liszewski

- Disco polo spotykało się z ostrą krytyką ze strony zwolenników innych gatunków muzycznych, którzy zarzucali mu prymitywność muzyki, naiwność tekstów, niski poziom wykonawstwa i brak oryginalności (powielanie motywów i wzorów, czerpanych często z muzyki polskiej i zagranicznej lat 60. i 70. XX wieku). Krytyka ta nie wpływała jednak na popularność tej muzyki. Sami zwolennicy tego gatunku i zespoły go wykonujące argumentują, że aktualnie postępuje profesjonalizacja disco polo, warstwa muzyczna i tekstowa poprawiła się, a wykonawcy coraz częściej unikają śpiewania z playbacku[14][113].
- Równocześnie niektórzy znani wykonawcy starszego pokolenia wzięli udział w tworzeniu nurtu disco polo lub też korzystali na jego popularności (np. Janusz Laskowski, Marlena Drozdowska, Bohdan Smoleń, Andrzej Rosiewicz, Stan Tutaj, Marek Kondrat, Piotr Pręgowski, zespół Happy End i Kabaret OT.TO)[114].
- Na początku lat 90. Krzysztof Krawczyk śpiewał i nagrywał piosenki w nurcie italo disco, na bazie którego powstało disco polo[115][116].
- W promocję zespołów disco polo inwestowali liderzy mafii pruszkowskiej oraz mafii wołomińskiej[6]. U szczytu powodzenia tej muzyki, w latach 1995–1997, kontrolowali ok. 70 procent rynku[34].
- Na łamach części mediów w stosunku do niektórych twórców używa określenia neo-disco polo[117]. Sami twórcy określani tym terminem zaznaczają, że nowe disco polo charakteryzuje się „dawnym klimatem”, ale w stosunku do disco polo z lat 90. XX wieku jest lepsza produkcja i aranżacja utworów[117].
- W 2014 roku podczas występu na 51. Krajowym Festiwalu Piosenki Polskiej w Opolu piosenkarka Maryla Rodowicz wykonała swoje covery utworów tego gatunku muzycznego[118]. Były to piosenki „Jesteś szalona” (pierwotnie wykonywana przez związany z tym gatunkiem muzyki zespół Mirage[119]) i „Niech żyje wolność” z repertuaru zespołu Boys oraz utwór „Ona tańczy dla mnie” zespołu Weekend[118].

## Festiwale disco polo
Muzyka jest prezentowana na takich festiwalach muzycznych jak:

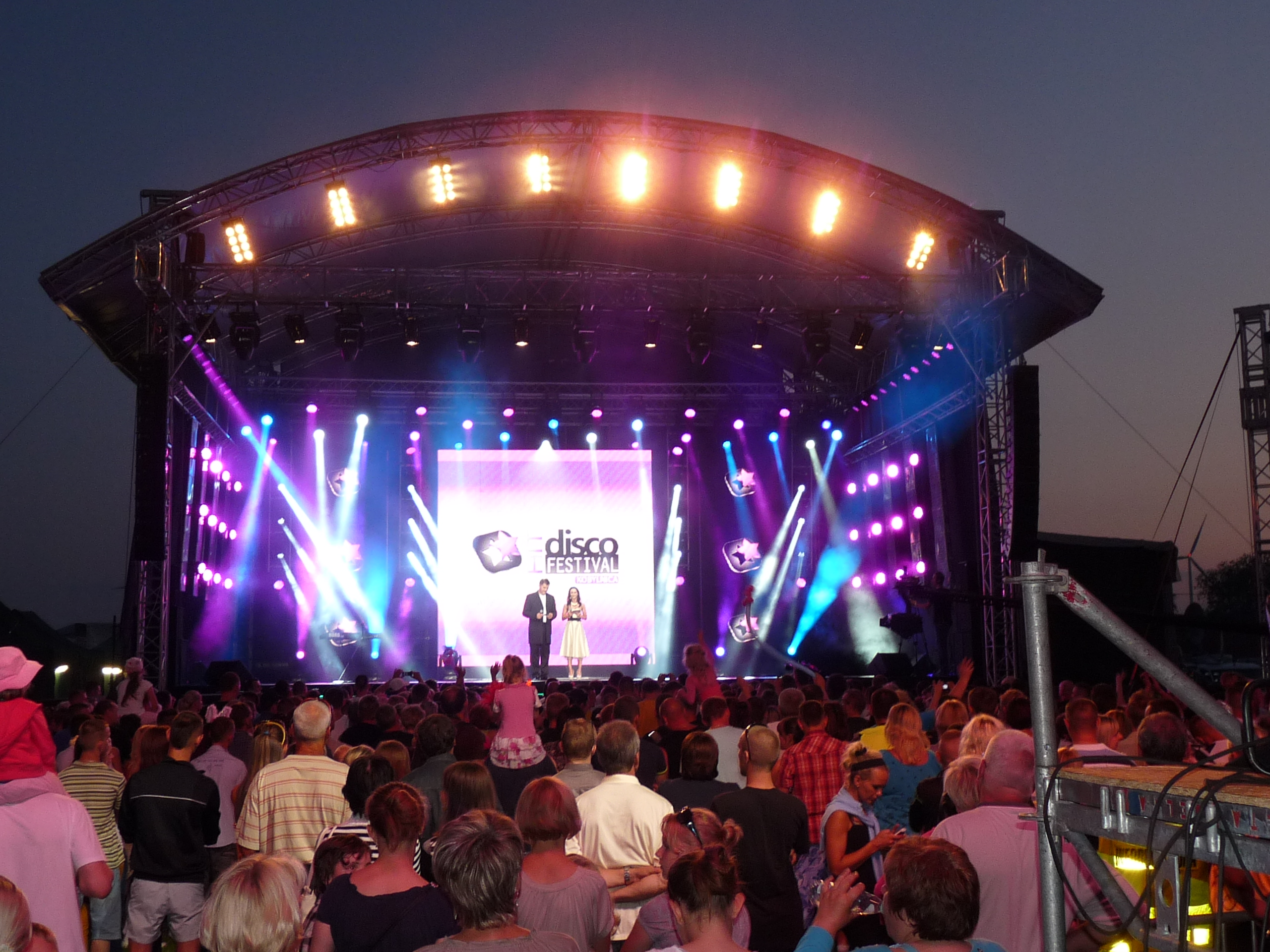
Disco Hit Festival – Kobylnica

- Ogólnopolski Festiwal Muzyki Tanecznej w Ostródzie (w latach 1997–2018 i ponownie od 2022, w 2019 w Olsztynie, a w 2023 roku w Augustowie, a w 1996 w Koszalinie, a w 2020 i 2021 nie odbył się z powodu epidemii choroby COVID-19)[120]
- Pożegnanie Lata w Iłowie – od 1997 roku[121]
- Disco Hit Festival – Kobylnica – 2011–2017[122][123] i ponownie od 2022[124]
- Disco Mazovia – od 2011 roku[125]
- Polo TV Hit Festiwal w Szczecinku – od 2014 roku[126]
- Disco Stars Festiwal w Roszkowie koło Jarocina – od 2017 roku[127] do 2018 roku[128]
- Disco pod gwiazdami – od 2014[129]
- Festiwal muzyki tanecznej Kielce – od 2018[130]
- Festiwal weselnych przebojów Mrągowo – od 2017[131]